# Moulis-en-Médoc
Moulis-en-Médoc è un comune francese di 1 790 abitanti situato nel dipartimento della Gironda nella regione della Nuova Aquitania.

## Società

### Evoluzione demografica
Abitanti censiti